# Modiolus gallicus
Modiolus gallicus is een tweekleppigensoort uit de familie van de Mytilidae. De wetenschappelijke naam van de soort is voor het eerst geldig gepubliceerd in 1895 door Dautzenberg.